# Kristina Dramac
Kristina Dramac (* 9. Jänner 2002 in Kirchdorf an der Krems, Österreich) ist eine österreichische Handballspielerin, die beim kroatischen Erstligisten ŽRK Podravka Koprivnica unter Vertrag steht.

## Karriere
Kristina Dramac spielte als Rückraum rechts für WAT Atzgersdorf in der Women Handball Austria, der ersten österreichischen Liga. Seit 2022 läuft sie für den kroatischen Verein ŽRK Lokomotiva Zagreb auf. Im Sommer 2024 wechselte sie zum ungarischen Erstligisten Debreceni VSC. Im Dezember desselben Jahres schloss sie sich dem kroatischen Erstligisten ŽRK Podravka Koprivnica an. Mit Podravka Koprivnica gewann sie 2025 die kroatische Meisterschaft und den kroatischen Pokal.
Dramac gehört dem Kader der österreichischen Nationalmannschaft an. Sie wurde bei der Weltmeisterschaft 2021 in Spanien eingesetzt. Ein Jahr später nahm sie mit der österreichischen Juniorinnenauswahl an der U-20-Weltmeisterschaft teil. Mit 49 Treffern belegte sie den fünften Platz der Torschützenliste. Mit Österreich nahm sie an der Weltmeisterschaft 2023 teil und schloss das Turnier auf dem 19. Platz ab. Dramac erzielte im Turnierverlauf zehn Treffer.